# Balurghat Airport
Balurghat Airport är en flygplats i Indien.   Den ligger i distriktet Dakshin Dinajpur och delstaten Västbengalen, i den östra delen av landet, 1 200 km öster om huvudstaden New Delhi. Balurghat Airport ligger 25 meter över havet.
Terrängen runt Balurghat Airport är mycket platt. Runt Balurghat Airport är det tätbefolkat, med 790 invånare per kvadratkilometer. Närmaste större samhälle är Balurghat, 4,9 km söder om Balurghat Airport. Trakten runt Balurghat Airport består till största delen av jordbruksmark.